# 一部分與全部/DIVE
《一部分與全部/DIVE》（イチブトゼンブ/DIVE），是日本樂團B'z的第46張單曲和代表作之一。

## 簡介
- 自第19張單曲看不見的力量 ～INVISIBLE ONE～/MOVE以來，第二張有雙主打歌的單曲
- 距離上一張單曲BURN -不滅的FACE-相隔1年4個月的新作，,是第一次相隔一年以上才發行新作品
- 本次增田隆宣也加入單曲錄音人員，距離上一張單曲極限chop相隔10年
- 因搭配人氣日劇"零秒出手"，使得這張單曲與前幾張相比銷量明顯增加，是B'z繼2005年單曲OCEAN後睽違4年，再度打進Oricon年榜前十
- 最終銷量約37.9萬張。

## 製作人員
- 松本孝弘：吉他・全曲作曲・編曲
- 稲葉浩志：主唱・全曲作詞
- Chad Smith：鼓（#1,2）
- ジェレミー・コルソン：鼓（#3）
- ホアン・アルデレッテ（ジョン・アルデレッティ）：貝斯（#1,2）
- 増田隆宣：風琴（#2）
- ショーン・ハーリー：貝斯（#3）
- 寺地秀行：全曲編曲
- 池田大介：編曲（#3）

## 收錄曲
- 1.一部分與全部（イチブトゼンブ） (4:12)
- 2.DIVE (3:18)
- 3.National Holiday (3:14)

## 主題曲
- 富士系電視劇《零秒出手》主題歌。（#1）
- 鈴木『スイフト』廣告曲。（#2）

## 收錄專輯
《MAGIC》（#1,2、#2为专辑版本）